# Vyatta
Vyatta est une filiale de la société de télécommunications américaine AT&T qui fournit des routeurs virtuels logiciels, des pare-feu virtuels et des produits VPN pour réseaux Internet Protocol (IPv4 et IPv6). Un téléchargement gratuit de Vyatta est disponible depuis mars 2006. Le système est une distribution Linux spécialisée basée sur Debian avec des applications réseau telles que Quagga, OpenVPN, et bien d'autres. Une console de gestion standardisée, similaire à Juniper Junos OS (en) ou Cisco IOS, ainsi qu'une interface graphique Web et des commandes système Linux traditionnelles, permettent de configurer le système et les applications. Dans les versions récentes de Vyatta, l'interface de gestion Web n'est fournie que dans l'édition par abonnement. Cependant, toutes les fonctionnalités sont disponibles via K virtual machine (en), console série ou protocoles SSH/telnet. Le logiciel fonctionne sur des serveurs x86-64 standards.
Vyatta est également livré sous forme de fichier de machine virtuelle et peut fournir des fonctionnalités (vrouter, vfirewall, VPN) pour les environnements Xen, VMware, KVM, Rackspace, SoftLayer, et Amazon EC2 virtuel et cloud computing. Depuis octobre 2012, Vyatta est également disponible sur Amazon Marketplace et peut être acheté en tant que service pour fournir aux utilisateurs des services SSFE d'Amazon des fonctions de VPN, de cloud bridge et autres fonctions réseau.
Vyatta vend une édition par abonnement qui inclut toutes les fonctionnalités de la version open source ainsi qu'une interface utilisateur graphique, l'accès aux API RESTful de Vyatta, le support série, TACACS+, Config Sync, System Image Cloning, les mises à jour logicielles, le support technique par téléphone et e-mail 24x7 et la formation. La certification en tant que Vyatta Professional est maintenant disponible. Vyatta offre également des services professionnels et des missions de consultation.
Le système Vyatta est destiné à remplacer les routeurs Cisco IOS 1800 à ASR 1000 Series Integrated Services Routers (ISR) et les appliances de sécurité ASA 5500, avec un fort accent sur le coût et la flexibilité inhérents à un système open source basé sur Linux fonctionnant sur du matériel x86 standard ou dans un environnement virtuel VMware ESXi (en), Microsoft Hyper-V, Citrix XenServer, Open Source Xen ou KVM.
En 2012, Brocade Communications Systems a acquis Vyatta. En avril 2013, Brocade a renommé le produit Vyatta Subscription Edition (VSE) en Brocade Vyatta 5400 vRouter. La dernière version commerciale du Brocade vRouter n'est plus basée sur l'open-source.
En juin 2017, Brocade a vendu Vyatta à AT&T Communications (en),. En mars 2018, la Linux Foundation annonce la publication en open-source de DANOS, une version de Vyatta (moins quelques composants).
En septembre 2021, AT&T a vendu la technologie de Vyatta à Ciena (en).

## Vyatta Core
Le logiciel communautaire gratuit Vyatta Core (VC) est un système d'exploitation réseau open source offrant un routage IPv4 et IPv6 avancé, un pare-feu dynamique et une communication sécurisée via un VPN basé sur IPsec ainsi que via OpenVPN SSL.
En octobre 2013 un groupe indépendant démarre un fork de Vyatta Core sous le nom VyOS.

### Historique des versions
| Numéro de version | Date de sortie  | Statut     | Branche    | Basé sur              | Noyau utilisé | Principaux changements | Notes |
| ----------------- | --------------- | ---------- | ---------- | --------------------- | ------------- | --- | --- |
| 0.5.              | 6 avril 2006    | Historique | ?          | ?                     | 2.6.12        | ? | |
| 1.0.              | 24 juillet 2006 | Historique | ?          | ?                     | ??            | ? | |
| 1.1               | ?               | Historique | ?          | ?                     | 2.6.16        | ? | Première version basée sur Debian.                                                                                               |
| 2.0.              | Février 2007    | Historique | Alameda    | 1.1.1                 | 2.6.16        | Cartes multiport T1/E1, performances BGP améliorées, routage expérimental IPv6 et multicast. | |
| 2.2               | Septembre 2007  | Historique | Camarillo  | Bakersfield           | 2.6.20        | ? | Probablement une mise à jour pour 2.0.                                                                                           |
| 3.0.              | Octobre 2007    | Historique | Dublin     | Camarillo             | 2.6.20        | IPsec VPN, multilink PPP, BGP enhancements. | |
| 4.0.              | Avril 2008      | Historique | Glendale   | Eureka.               | 2.6.23        | Nouveaux CLI, PPTP et L2TP VPN serveurs, client PPPoE, client DHCP, équilibrage de charge WAN, ECMP (Equal Cost Multipath Routing), rôles utilisateur. XORP remplacé par quagga. | |
| 4.1.              | Septembre 2008  | Historique | Hollywood  | Glendale              | 2.6.24        | Autorisation BGP MD5, interfaces expérimentales IPS, ADSL | Mise à jour incrémentale pour la version 4.0, jamais publiée en tant que distribution séparée.                                   |
| 5.0.2.            | Mars 2009       | Historique | Isla Vista | Hollywood, Hollister. | 2.6.26        | OpenVPN, liaison Ethernet, proxy web, filtrage d'url (Squish), IPS (Snort), transfert dns, modems sans fil, RAID1, support IPv6 de base, interfaces série, support complet. | |
| 6.0.              | Avril 2010      | Historique | Kenwood    | Isla Vista, Jenner    | 2.6.31        | Pare-feu IPv6, BGP IPv6, OSPFv3, groupes de pare-feu, installation binaire, contrôle de trafic p2p, NetFlow, pilotes pour interfaces série supprimés. | La communauté Vyatta est rebaptisée Vyatta Core, les succursales d'abonnement et les succursales communautaires sont fusionnées. |
| 6.1.              | Août 2010       | Historique | Larkspur   | Kenwood               | 2.6.32        | DHCPv6, basculement de pare-feu dynamique, LLDP, éléments de configuration (dé)activation et commentaires, passerelle OpenVPN, BGP IPv6. | |
| 6.2.              | Mars 2011       | Historique | Mendocino  | Larkspur              | 2.6.35        | Construit sur Debian Squeeze (vs 6.1 basé sur Lenny), lignes de console série configurables, validations confirmées, archive de configuration et possibilité de voir les changements, API de scripting, résolveur DNS IPv6, améliorations OpenVPN, amélioration de Config Mgmt | |
| 6.3.              | Août 2011       | Historique | Napa       | Mendocino             | 2.6.37        | x.509 pour IPsec, amélioration de la gestion des utilisateurs pour l'accès distant VPN, redémarrage des sessions OpenVPN, pontage du serveur OpenVPN, migration des données volatiles en dehors de la configuration entre images, commandes de gestion des fichiers. | L'interface graphique Web est supprimée de Vyatta Core. Première version avec des versions expérimentales 64 bits.               |
| 6.4               | Avril 2012      | Historique | Oxnard     | Napa                  | 3.0.23        | réorganisation des commandes de mode opérationnel, meilleure prise en charge du VRRP, comportement dynamique global du pare-feu, comportement dynamique global du pare-feu, amélioration du suivi des connexions, fonctionnalité de synchronisation de connexion améliorée - prise en charge de la bascule transparente des connexions FTP, SIP et H.323, améliorations NAT, améliorations CLI, améliorations CLI, améliorations de mise à niveau des installations bare-metal (VSE uniquement), améliorations de la virtualisation (VSE uniquement), améliorations de la virtualisation (VSE uniquement), support de la VMware vSphere 5 (VSE uniquement), support XenServer 6.0 (VSE uniquement), GUI étendu avec onglets supplémentaires - Dashboard et statistiques (VSE seulement) | |
| 6.5               | Octobre 2012    | Actuelle   | Pacifica   | Oxnard                | 3.3           | Prise en charge de Hyper V, du routage basé sur des stratégies, de l'interface tunnel virtuel (VTI), du support BGP Multipath et d'IPsec pour IPv6, support 64-bit | IPS est supprimé de Vyatta Core.                                                                                                 |
| 6.6.              | Mai 2013        | Actuelle   | Daisy      | Pacifica              | 3.3.8         | DMVPN, Multicast Routing, SNMPv3 | |